# El ojo de la tormenta
Stormquest, también conocida como  El ojo de la tormenta, es una película argentina-estadounidense de aventuras-fantasía de 1987 dirigida por Alejandro Sessa, sobre el guion de Charles R. Saunders. Es protagonizada por Brent Huff, Kai Baker, Mónica Gonzaga y Rocky Giordani. No fue estrenada comercialmente en cines, siendo lanzada directamente al mercado de video en Estados Unidos en 1988.
El filme es un exponente del subgénero de espada y brujería, la cual se desprende de la Ficción de explotación y fue muy popular en la década de 1980. Fue uno de los diez films que el productor estadounidense Roger Corman realizó en Buenos Aires, en asociación con Aries Cinematográfica Argentina, durante el período entre 1982 y 1990. Fue editada en DVD en Francia con el título Kimbia, la cité des femmes (Kimbia, la ciudad de las mujeres).

## Sinopsis
En el imaginario reino de Kimbia, regido por mujeres que mantienen a los hombres en una posición secundaria, un grupo de mujeres se unen a estos, reclamando la igualdad de géneros en el reino.

## Reparto
| Actor              | Personaje  |
| ------------------ | ---------- |
| Brent Huff         | Zar        |
| Kai Baker          | Ara        |
| Mónica Gonzaga     | Tani       |
| Rocky Giordani     | Sulan      |
| Linda Lutz         | Stormqueen |
| Duduzile Mkhise    | Kinya      |
| Christina Whitaker | Asha       |
| Jorge Chernov      |            |
| Marcos Woinski     |            |
| Pía Uribelarrea    |            |
| Enrique Fynn       |            |
| Arturo Noal        |            |
| Roxana Randon      |            |
| Nilda Raggi        |            |
| Valeria Pani       |            |
| Alejandra Cuenllas | Mensajera  |

## Comentarios
Manrupe y Portela escriben en su libro: 

«Retoma el tema del reino femenino ubicado en un tiempo imaginario que Sessa había explotado en la inmediatamente anterior Amazonas.